# El Círculo (álbum)
El Círculo es el segundo álbum de estudio en solitario del rapero español Kase.O, miembro del grupo Violadores del Verso, lanzado el 23 de septiembre de 2016 bajo el sello Rap Solo. Este disco marcó el regreso de Javier Ibarra (nombre real del artista) a la escena del rap después de un largo periodo de inactividad y experimentación musical con el proyecto Jazz Magnetism. El Círculo es considerado por muchos como uno de los álbumes más influyentes y esperados de la historia del rap en español.

## Contexto
Kase.O, exmiembro del grupo de rap español Violadores del Verso, es ampliamente reconocido como una de las figuras más importantes del hip-hop en español. Tras la pausa indefinida de Violadores del Verso en 2006, Kase.O comenzó a explorar nuevas direcciones musicales. Entre 2009 y 2012, colaboró con la banda Jazz Magnetism, fusionando jazz y rap, lo que influyó fuertemente en su estilo y en la producción de El Círculo.
El disco fue creado durante un período de cuatro años, gran parte de los cuales Kase.O pasó en Colombia, donde buscó inspiración en la naturaleza y la soledad. El álbum refleja una evolución personal y musical, abordando temáticas como la salud mental, el amor, la espiritualidad y el conflicto interno. Este cambio se aleja de las rimas más agresivas y urbanas de sus trabajos previos con Violadores del Verso, para presentar un sonido más introspectivo y experimental.

## Producción
El Círculo destaca por su sonido orgánico y su instrumentación diversa, alejándose del clásico "bombo clap" característico del rap más hardcore. Muchas de las producciones fueron realizadas por el propio Kase.O, mientras que otras cuentan con la participación de R de Rumba (DJ de Violadores del Verso) y otros colaboradores. El álbum incorpora elementos de jazz, soul y música experimental, lo que marca un giro radical respecto al sonido que definió a Kase.O en sus primeros años.
El disco incluye colaboraciones con artistas de renombre como Xhelazz, Sho-Hai y Gonzalo Lasheras, quien ha trabajado con músicos como Luis Eduardo Aute y Jorge Drexler. Las temáticas del álbum son diversas, lo que refleja el deseo de Kase.O de no encasillarse en un único estilo o temática.

## Temáticas y Estilo
El álbum está cargado de lirismo profundo y maduro. Canciones como "Basureta" exploran la vulnerabilidad emocional de Kase.O, mientras que "Mazas y Catapultas" se destaca por ser un experimento musical que demuestra la versatilidad del rapero. En otras canciones como "Esto no para", Kase.O reflexiona sobre la vida, la espiritualidad y la lucha interna. La mezcla de tempos lentos y estribillos melódicos domina gran parte del álbum, algo que fue novedoso y que sorprendió a muchos de sus seguidores.
Una de las características más notables de El Círculo es la capacidad del artista de mostrar sus debilidades y cuestionamientos personales, distanciándose del personaje más agresivo y seguro que mostró en sus primeros trabajos. Este cambio fue un riesgo consciente por parte del artista, quien mencionó en entrevistas que tenía dudas sobre la reacción de su público más fiel. Sin embargo, el álbum fue bien recibido tanto por críticos como por seguidores, lo que consolidó a Kase.O como uno de los grandes del rap en español, más allá de su afiliación con Violadores del Verso.

## Recepción

### Reconocimientos y gira
El Círculo fue aclamado por la crítica y se considera uno de los trabajos más destacados de la carrera de Kase.O. El álbum fue nominado a los Premios Grammy Latinos, y su gira internacional, que incluyó países como México, Argentina, Chile, Colombia y España, fue un éxito rotundo, con entradas agotadas en la mayoría de los conciertos.

### Conciertos y documental
La gira culminó en un espectacular concierto en el WiZink Center de Madrid, que fue grabado y más tarde lanzado como parte de un documental titulado "Dentro del Círculo", donde también se incluyen remixes, temas inéditos y rarezas. Este documental ofreció a los fanáticos una visión más profunda del proceso creativo y la evolución personal del rapero durante la creación del álbum.

### Critica
La revista MondoSonoro, clasificó su disco con un ocho sobre diez, aclarando que "el disco más esperado de la historia del rap español, se aleja del funk y el hardcore para adentrarse en una música mucho más orgánica e instrumental".

## Controversia

### Acusaciones de plagio porRafael Lechowski
La polémica comenzó entre Kase.O y el rapero Rafael Lechowski surgió en octubre de 2016, cuando Lechowski acusó a Kase.O de plagiar el concepto artístico de su próximo proyecto, "Quarcissus: El Arte de Desamar". Lechowski expresó su descontento a través de un comunicado en redes sociales, donde se sintió traicionado y desolado, no solo en lo artístico, sino también en lo humano.
Kase.O respondió a estas acusaciones en una entrevista, negando haber plagiado a Lechowski y afirmando que no había escuchado nada del disco de Lechowski antes de lanzar "El Círculo". Kase.O defendió que su obra era completamente original y que cualquier similitud era pura coincidencia.

## Lista de canciones
1. Intro (El Círculo)
2. Esto no para
3. Yemen
4. Triste
5. Guapo tarde
6. Viejos ciegos (con Xhelazz y Sho-Hai)
7. Interludio - Quieren copiar
8. Pavos reales (con Hermano L, Shabu One Shant y McKlopedia)
9. Mitad y mitad (con Najwa)
10. Mazas y catapultas
11. Amor sin cláusulas
12. No sé que voy a hacer (Booty song)
13. Interludio - Risoterapia
14. Rap superdotado (con Violadores del verso)
15. Repartiendo arte
16. Basureta (Tiempos raros)
17. Outro

## Posicionamiento en listas
| Listas              | Mejor posicionamiento | Tiempo en las listas | Ref.   |
| ------------------- | --------------------- | -------------------- | ------ |
| España (PROMUSICAE) | 2                     | 86 Semanas en lista  | [ 13 ] |